# زبان باشقیری
زبان باشقیری (سیریلیک: Башҡорт теле؛ لاتین: Bašqort tele) یکی از زبان‌های خانواده زبان‌های ترکی، شاخه زبان‌های قپچاق است که بیشتر توسط مردمان باشقیر صحبت می‌شود. این زبان به شدت در معرض خطر آسیب پذیری Vulnerable قرار دارد.

## گویشوران
زبان باشقیری ترکیبی از واژه‌های مغولی، عربی، فارسی و روسی است که در بین آنها وجود ۴ هزار واژه فارسی جلوه ویژه‌ای دارد و امروزه آموزش زبان فارسی با استقبال گسترده‌ای مواجه شده‌است. از قدیم‌ترین دوران تا آخر اولین هزاره میلادی، سرزمینی که امروز با نام جمهوری باشقیرستان شناخته می‌شود، صحنه تماس‌های دایمی بین گروه‌های نژادی چند زبانی ایرانی، عربی و سپس ترکی بوده‌است.
براساس سرشماری سال ۲۰۰۲ در فدراسیون روسیه حدود ۱٬۳۷۹٬۰۰۰ باشقیر زبان در این کشور وجود دارند که بیشتر آن‌ها در جمهوری خود مختار باشقیرستان و تعداد قابل توجهی نیز در جمهوری تاتارستان زندگی می‌کنند.
باشقیر زبان‌های ازبکستان و قزاقستان نیز جامعه بزرگی را تشکیل می‌دهند.
زبان باشقیری در دوران پس از حمله مغولان با استحاله زبان قبچاق به وجود آمد. باشقیری لهجه‌های مختلفی دارد که همه آن‌ها شباهت بسیار زیادی با زبان تاتاری دارند و حتی در گذشته باشقیرها برای نوشتن از زبان تاتار استفاده می‌کردند. البته در قرن پانزدهم میلادی زبان جغتای (یا گونه‌قدیمی تاتاری زبان جغتای) جای آن را گرفت، تا اینکه در ۱۹۲۳ میلادی یک نظام نوشتاری ویژه زبان باشقیری ایجاد شد، این زبان در ابتدا با الفبای عربی نوشته می‌شد، تا اینکه در ۱۹۳۰ الفبای لاتین و در زمستان ۱۹۳۸ الفبای سریلیک جای آن را گرفتند.
حروفی که در باشقیری به الفبای سریلیک افزوده شده‌است:
Ә ә [æ]، Ө ө [œ]، Ү ү [y]، Ғ ғ [ɣ]، Ҡ ҡ [q]، Ң ң [ŋ]، Ҙ ҙ [ð]، Ҫ ҫ [θ]، Һ һ [h].